# Isonomeutis amauropa
Isonomeutis amauropa is een vlinder uit de familie van de Copromorphidae. De wetenschappelijke naam van de soort is voor het eerst geldig gepubliceerd in 1887 door Meyrick.